# 小畑精和
小畑 精和（おばた よしかず、1952年11月15日 - 2013年11月22日）は、日本のフランス文学者。明治大学政治経済学部教授。日本ケベック学会会長。
ヌーヴォー・ロマン研究に始まり、レアリスムの研究を進めた。キーワードは「レアリストの幻想」と「キッチュ」。ケベック研究を中心に、マルチカルチャリズムの再検証も行った。1998年、アジア人として初めて「北米フランス語の普及功労章」を受章した。東京都品川区出身。

## 経歴
東京都に生まれるが父親の転勤に伴い、北九州を経て大阪府寝屋川市に移住。小、中、高校生時代をこの地で過ごす（寝屋川市立第五小学校、大阪市立東中学校、大阪府立大手前高等学校）。学校友達とは関西弁、家庭内では関東弁という生活で、言語に関心を持つようになる。1976年京都大学文学部仏文科卒。85年同大学院博士課程満期退学、明治大学政治経済学部専任講師、88年助教授、95年教授、2008年からは明治大学大学院教養デザイン研究科教授も兼任。1992年より二年間モントリオール大学客員研究員。2004年明治大学国際交流センター副所長、2008年所長。2006年2月明治大学カナダ研究所を設立、初代所長。
2004年に廃刊になった「新日本文学」の最後の編集委員の一人。フォーラム・ジャポン・ケベック（ケベックと日本の友好促進のクラブ）元副会長、千年紀文学の会・設立同人。日本カナダ文学会理事。Globe（国際ケベック研究誌）編集顧問。日本カナダ学会会員（理事）。日本フランス語フランス文学会会員。日本フランス語教育学会会員。AIEQ（国際ケベック研究学会）会員。2004年より第三次「現代の理論」編集委員。2008年10月に日本ケベック学会を設立、初代会長。
2013年11月22日に下咽頭がんのため死去。61歳没。

## 主な文学活動
戦後、新生日本における新たな文学創造を目指して結成された新日本文学会が2004年末に60年余りの歴史に幕を引き、解散した。小畑精和は鎌田慧や小林孝吉らとともに雑誌「新日本文学」の最後の編集委員の一人だった。新日本文学会解散後は「千年紀文学の会」（設立メンバー）に文学活動の拠点を移して、高良留美子、小林孝吉、綾目広治、原仁司らと隔月刊誌「千年紀文学」を発行している。

## 石原フランス語蔑視裁判
2004年10月19日、石原慎太郎東京都知事は、東京都立大学を改組して設立する「首都大学」の支援パーティーで「フランス語は数を勘定できない言葉だから国際語として失格しているのも、むべなるかなという気がする。そういうものにしがみついている手合いが反対のための反対をしている。笑止千万だ」などと述べた。
小畑の所属する日本カナダ文学会（当時多湖正紀会長）などからも事実に反する発言の撤回が求められたが、なしの礫であったため、フランス語学校校長のマリック・ベルカンヌを中心に謝罪広告など請求訴訟が2005年7月13日起こされ、東京地裁で争われた（敗訴）。小畑は原告の一人として、2005年9月30日には第一回口頭弁論で、意見陳述を行った。また、2005年7月、明治大学の同僚フロランス小川たちと、エスプリをきかして電卓とフランス語参考書をプレゼントして、「フランス語で数が勘定できることを夏休みに勉強してください。また、文化の多様性を理解しあうことの重要性も同時に学んでください」と要望書を提出した。

## 受賞歴
- 北米フランス語の普及功労賞。L'ordre des Francophones d'Amérique

北米のフランス語フランス文化の普及や紹介に貢献した者を、カナダ・ケベック州政府フランス語局が毎年表彰している制度。1978年に時の首相ルネ・レベックが創設した。ケベック州、カナダの他の州、アメリカ大陸、他の大陸の部門がある。
小畑は1998年度、20周年記念の際に受章した。アジアから初の受章であった。同年の受章者（アメリカ大陸部門）として、ルイジアナからケージャン・ミュージシャンのザッカリー・リシャール (en:Zachary Richard) が選ばれている。
- カナダ首相出版賞審査員特別賞

カナダに関する優れた著書、あるいは翻訳に対して、カナダ政府が表彰している。
小畑は、『ケベック文学研究－－フランス系カナダ文学の変容』（御茶ノ水書房）により、2003年度に受賞。

## 著書
- 『ケベック文学研究――フランス系カナダ文学の変容』御茶の水書房 2003
- 『「ヌーヴォー・ロマン」とレアリストの幻想』明石書店 2005
- 『カナダ文化万華鏡 『赤毛のアン』からシルク・ドゥ・ソレイユへ』明治大学出版会 2013

### 共編著
- 『快速フランス語 Rapide』寺家村博共著 駿河台出版社 2002
- 『ケベックを知るための54章』（竹中豊共編著）明石書店 2009
- 『はじめて出会うカナダ』藤田直晴、加藤普章、宮澤淳一、佐藤信行、細川道久、藤本陽子共著、日本カナダ学会編集、有斐閣 2009
- 『超快速フランス語』寺家村博、久保みゆき共著 駿河台出版社 2011

### 翻訳
- ジャック・ゴドブー『やぁ、ガラルノー』彩流社 1998